# De Holken
De Holken is een Nederlands meer in de Friese gemeenten De Friese Meren en Súdwest-Fryslân.
Het meer is een onderdeel van de meren-keten tussen Heeg en Warns. In het noordoosten gaat het via een smalle doorgang over in de Fluessen, in het westen is het via het Johan Frisokanaal verbonden met de Morra, en in het zuiden over in de Oud-Karre. Het noordelijke deel van het meer wordt de Oorden (De Oarden) genoemd.
De Holken is tijdens de Riss-ijstijd door een gletsjer in de ondergrond uitgeslepen, net als het Heegermeer, de Fluessen en de Morra. Deze meren vormen in feite een langgerekt gletsjerdal. Het riviertje Luts eindigt in dit meer.